# Omega1 Cygni
Omega1 Cygni (Ruchba, 45 Cygni) é uma estrela na direção da constelação de Cygnus. Possui uma ascensão reta de 20h 30m 03.53s e uma declinação de +48° 57′ 05.6″. Sua magnitude aparente é igual a 4.94. Considerando sua distância de 869 anos-luz em relação à Terra, sua magnitude absoluta é igual a −2.19. Pertence à classe espectral B2.5IV. É uma estrela variável β Cephei.